# Медицинский физик
Медицинский физик — специалист в области медицины, имеющий специальное образование и соответствующую подготовку для применения принципов и методов физики в медицине, и обладающий необходимыми компетенциями для самостоятельной деятельности в одной или нескольких областях (направлениях) медицинской физики.
Медицинский физик играет ключевую роль в применении физики в медицине, особенно в диагностике и лечении рака.
Научно-технический прогресс в области медицинской физики привёл к появлению целого ряда компетенций, которые должны быть внедрены в деятельность медицинского физика, для профессионального выполнения своих трудовых обязанностей. В этой связи, «медицинские услуги», предоставляемые пациентам, которые проходят диагностическое и терапевтическое лечение, должны являться результатом различных, но взаимодополняющих профессиональных компетенций.
С 2008 года медицинский физик включен в категорию медицинских профессий в соответствии с Международным стандартом классификации профессий
Международной организации труда.

## Первые медицинские физики

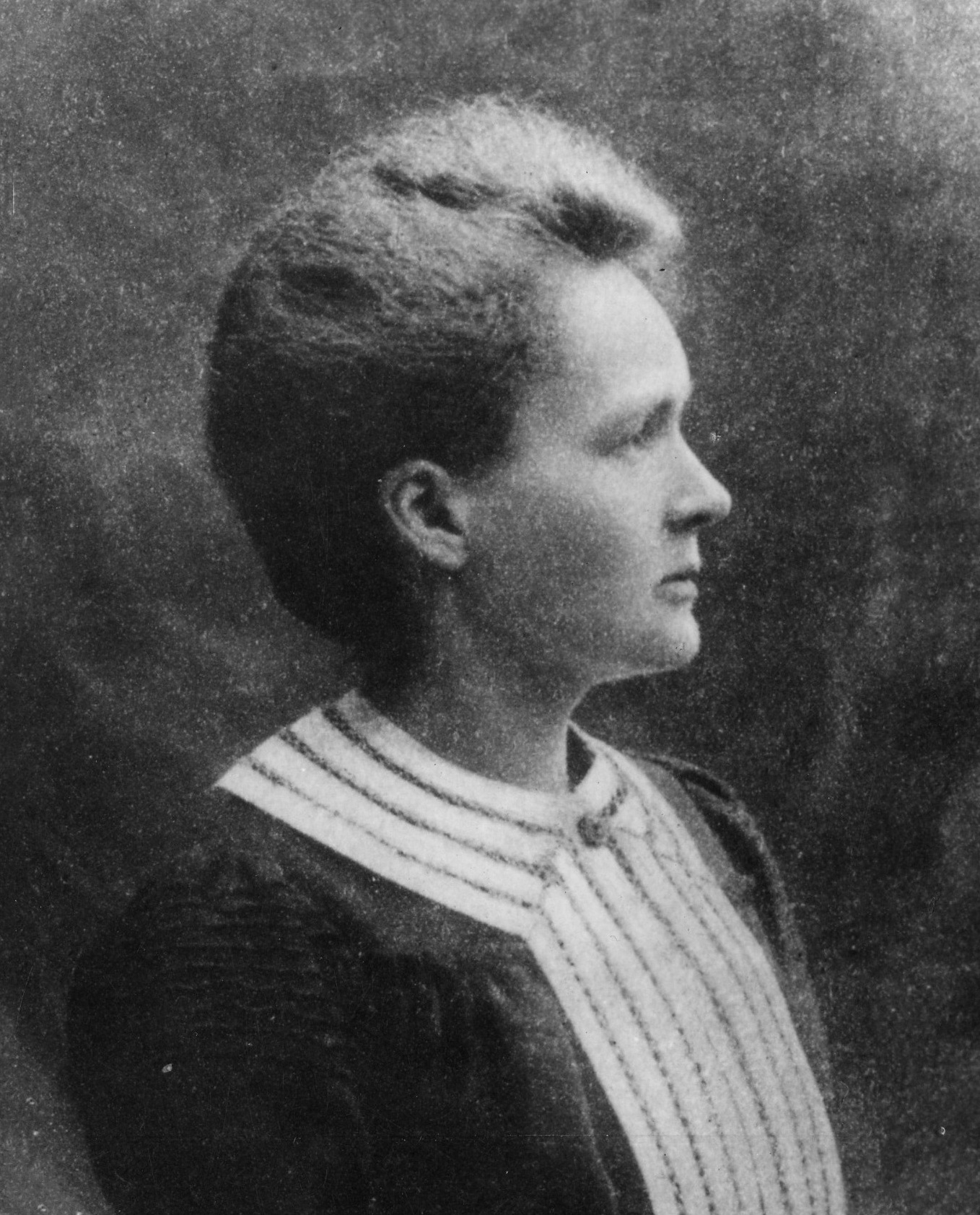
Мария Склодовская-Кюри

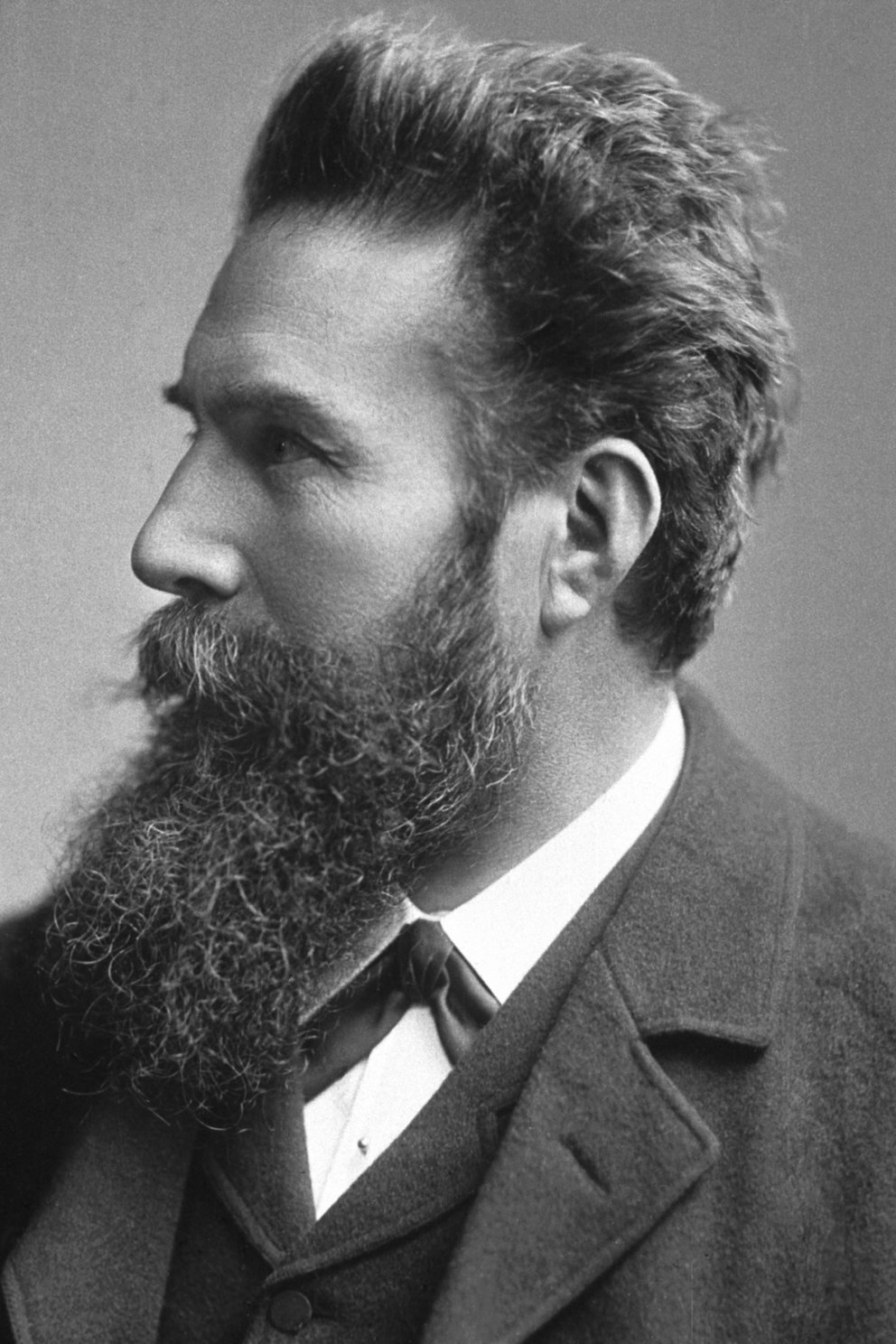
Вильгельм Рентген

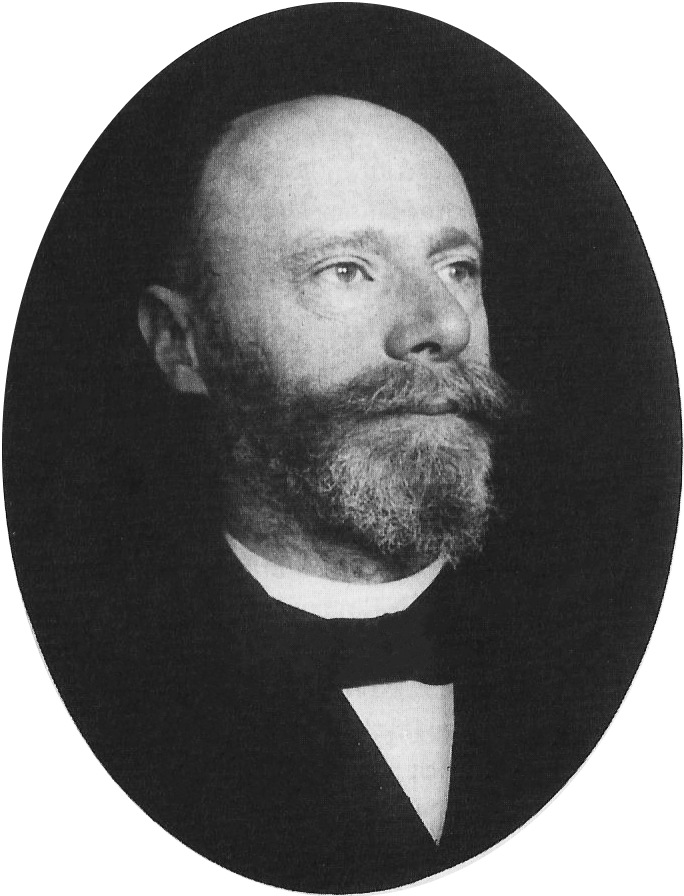
Виллем Эйнтховен

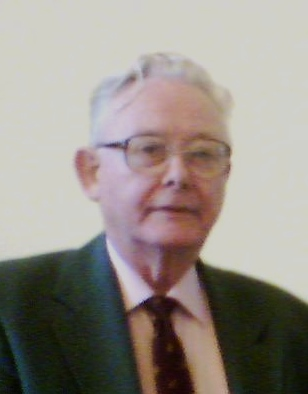
Питер Мэнсфилд

Мария Склодовская-Кюри — дважды лауреат Нобелевской премии, считается основателем медицинской физики.
Ежегодно отмечается 7 ноября Международный день медицинской физики, приуроченный ко дню её рождения.
Нобелевских премий, за научные открытия, значимые в сфере медицинской физики, в разное время были удостоены:
- в 1901 году Вильгельм Рентген— «в знак признания исключительных услуг, которые он оказал науке открытием замечательных лучей», названных впоследствии в его честь[7]
- в 1924 году Виллем Эйнтховен— «за открытие механизма электрокардиограммы»[8]
- в 1962 году Френсис Крик и Морис Уилкинс — за «открытие молекулярной структуры нуклеиновых кислот и их важности для передачи информации в живом веществе», которое основывалось в том числе на рентгеновских дифракционных диаграммах.
- в 1964 году А. М. Прохоров, Н. Г. Басов, Ч. Х. Таунс — за «фундаментальные работы в области квантовой электроники, которые привели к созданию генераторов и усилителей на лазерно-мазерном принципе», которые способствовали развитию лазерной медицины.
- в 1977 году Розалин Ялоу — за «разработку радиоиммунологических методов определения пептидных гормонов» в том числе уровня инсулина в крови.
- в 1979 году Аллан Кормак и Годфри Хаунсфилд— «за разработку компьютерной томографии»[9]
- в 1986 году Эрнст Руска— «за фундаментальную работу по электронной оптике и за создание первого электронного микроскопа»[10]
- в 2003 году Пол Лотербур и Питер Мэнсфилд— «за открытия, касающиеся метода магнитно-резонансной томографии»[11].
- в 2014 году Штефан Хелль, Эрик Бетциг Уильям Мёрнер — «за создание флюоресцентной микроскопии высокого разрешения» — STED-микроскопия — патент идеи STED-микроскопа (1986) принадлежит В. А. Охонину[12].

Следует также отметить научный вклад первооткрывателей:
- Ханса Бергера— одного из отцов метода электроэнцефалографии,
- Джона Уальда (John J. Wild)— «отца медицинского ультразвука»,
- Дэвида Кула и Майкла Тер-Погосяна— известных своими новаторскими работами в области позитронно-эмиссионной томографии.[13]

## Образование и профессиональная подготовка
В России
К должностям «медицинский физик» и «эксперт-физик по контролю за источниками
ионизирующих и неионизирующих излучений» утверждены приказом Минздрава РФ
(2023) квалификационные требования — уровень профессиональной подготовки:
высшее образование — специалитет, магистратура по специальности (направлению
подготовки) «Медицинская физика».
Подготовка медицинских физиков в России продолжает совершенствоваться
.
За рубежом
- Образование медицинской физике в Аргентине, Колумбии, Уругвае[17]
- Образование медицинской физике в Бельгии, Канаде, Австралии, Франции, Нидерландах[18]
- Образование медицинской физике в Германии[19]
- Образование медицинской физике в Саудовской Аравии, Иордании, Ираке, Судане[20]
- Публикуются рейтинги университетов с лучшими программами по медицинской физике[21]

Опубликован анализ состояния образования медицинской физике в Европе.
Периодически проводятся региональные и международные образовательные программы по медицинской физике. Первоначально, они проводились в Международном колледже медицинской физики при Международном центре теоретической физики (ICTP) в Триесте, Италия.
Опубликованы данные о перспективах потребностей в медицинских физиках в мире
.

## Должностные обязанности, клиническая деятельность
- В России. «Организует техническое обслуживание и обеспечивает техническое оснащение структурных подразделений медицинских организаций, использующих при проведении диагностики и лечения физические излучения, медико-физические технологии, оборудование и аппаратуру. Осуществляет калибровку медико-физического оборудования, обеспечивает точность и безопасность физических методов, используемых в клинической практике…»[24]
- В Германии — обязанности медицинского физика определены в соответствующих руководящих принципах[25][26]. Согласно Постановлению о радиационной защите, лечение радиоактивными веществами (ядерная медицина) или ионизирующим излучением с индивидуальным графиком облучения (обычная лучевая терапия злокачественных опухолей и особых доброкачественных заболеваний) может проводиться только в присутствии эксперта-медика-физика[27].
- В Швейцарии — путь непрерывного образования, обязанности и компетенции медицинского физика описаны в нескольких постановлениях федерального уровня[28][29][30][31][32][33].

## Библиотеки медицинских физиков
- Серия «Библиотека медицинского физика», МГУ, 2019.
- Библиотека медицинского физика, МАГАТЭ, 1998—2023.
- Журнал «Медицинская физика»
- Научные журналы по медицинской физике на английском языке
- Медицинская физика, МГУ, межфакультетский видео-лекторий, 2018—2022.
- Ядерная медицина, Росатом

## Организации медицинских физиков
- Ассоциация медицинских физиков России
- Международная организация по медицинской физике en:International Organization for Medical Physics/
- Европейская федерация организаций медицинской физики en:European Federation of Organisations for Medical Physics/